# Sebastián Dahm
Juan Sebastián Dahm Oyarzún  (Santiago, 24 de septiembre de 1954)es un destacado actor chileno de teatro y televisión, mayormente conocido por su participación en destacadas teleseries de Canal 13 entre fines de los años 1980 y gran parte de la década de 1990.

## Primeros años de vida
Estudió actuación en la Universidad de Chile. 

## Carrera
Durante la dictadura chilena vivió en Suecia, donde continuó con su carrera actoral.
Es profesor de actuación desde 1998. Ha ejercido labores como profesor de la carrera de actuación en Duoc UC sede San Carlos de Apoquindo.
Se ha destacado en diferentes áreas de la actuación, tanto en Chile como en Suecia. Ha actuado en varias teleseries chilenas, entre las que destacan: La Intrusa, Fácil de amar, Marrón Glacé, Amor a domicilio, A todo dar, entre otras.

## Vida personal
Es hermano del Ministro de la Corte Suprema de Chile Jorge Dahm Oyarzún.
Durante varios años se hizo conocida su relación con la también actriz Sandra O'Ryan en la década de 1990. Estuvo casado con la modelo brasileña Michelle Legendre Lima desde 1998, con quien tuvo dos hijos y se separaron en 2003.Desde 1994 vive en la Comunidad Ecológica de Peñalolén.

## Controversias
En 2006 su esposa Michelle Legendre denunció a Dahm por un supuesto abuso sexual contra sus dos hijos.

## Filmografía

### Teleseries
| Año  | Teleserie                | Personaje                | Rol           | Canal    |
| ---- | ------------------------ | ------------------------ | ------------- | -------- |
| 1988 | Vivir así                | Felipe Infante y Artigas | Secundario    | Canal 13 |
| 1989 | La intrusa               | Gabriel Tropero          | Protagónico   | Canal 13 |
| 1990 | ¿Te conté?               | Alex Buendía             | Coprotagónico | Canal 13 |
| 1992 | Fácil de amar            | Eduardo Alzárraga        | Coprotagónico | Canal 13 |
| 1993 | Doble juego              | Fabián Marcos            | Coprotagónico | Canal 13 |
| 1994 | Top Secret               | Marcelo Logroño          | Coprotagónico | Canal 13 |
| 1995 | Amor a domicilio         | Alfredo Stone            | Secundario    | Canal 13 |
| 1996 | Marrón Glacé, el regreso | Víctor                   | Secundario    | Canal 13 |
| 1997 | Rossabella               | Alberto                  | Coprotagónico | Mega     |
| 1998 | A Todo Dar               | Fernando Wilson          | Coprotagónico | Mega     |
| 2003 | Machos                   | Javier Ponce             | Secundario    | Canal 13 |

#### Otras participaciones
| Año  | Teleserie            | Personaje | Rol                    | Canal       |
| ---- | -------------------- | --------- | ---------------------- | ----------- |
| 1993 | Marrón Glacé         | Él mismo  | Cameo                  | Canal 13    |
| 2000 | Romané               | Profeta   | Participación especial | TVN         |
| 2003 | 16                   | Gerardo   | Participación especial | TVN         |
| 2012 | Soltera otra vez     | Pedro     | Participación especial | Canal 13    |
| 2023 | Dime con quién andas | Sebastián | Participación especial | Chilevisión |

### Series y unitarios
| Año            | Producción                                                               | Personaje                          | Rol                    | Canal    |
| -------------- | ------------------------------------------------------------------------ | ---------------------------------- | ---------------------- | -------- |
| 1990           | Corín Tellado: mis mejores historias de amor ("Los Caminos de Verónica") | Rodolfo Murillo                    | Protagónico            | TVN      |
| 1993           | La patrulla del desierto                                                 | Diego León                         | Coprotagónico          | Canal 13 |
| 1996           | Amor a domicilio: la comedia                                             | Alfredo Stone                      | Invitado               | Canal 13 |
| 2000-2001      | La otra cara del espejo                                                  | Álvaro Rojas                       | Protagónico            | Mega     |
| 2003           | Amores urbanos                                                           | Lucho                              | Secundario             | Mega     |
| 2004           | Don Floro                                                                | Ricardo                            | Secundario             | Mega     |
| 2004           | Xfea2                                                                    | Rubén Ramírez                      | Secundario             | Mega     |
| 2004           | JPT: Justicia para todos                                                 | Pedro Hernández                    | Recurrente             | TVN      |
| 2004           | Cuentos chilenos ("Mónica, Vida Mía")                                    | Juan                               | Protagónico            | TVN      |
| 2005           | Los simuladores                                                          | Enrique                            | Participación especial | Canal 13 |
| 2005-2006      | Magi-K                                                                   | Homero                             | Coprotagónico          | Mega     |
| 2005-2006-2007 | El día menos pensado ("El Asilo") ("El Reencuentro") ("El Pianista")     | Enrique Alfaro Luis Guzmán Ignacio | Protagónico            | TVN      |
| 2008           | Mea culpa (En manos de Dios)                                             | Fernando Castillo                  | Secundario             | TVN      |
| 2017           | Irreversible (El dentista)                                               | Inspector Jorge Pedreros           | Coprotagónico          | Canal 13 |
| 2017           | 12 días que estremecieron Chile                                          | Ruiz                               | Secundario             | CHV      |
| 2023           | Alma negra                                                               | Julián Dubois                      | Secundario             | TVN      |